# Otonycteris
Otonycteris is een geslacht van zoogdieren uit de familie van de gladneuzen (Vespertilionidae). De wetenschappelijke naam van het geslacht werd in 1859 gepubliceerd door Wilhelm Peters.

## Soorten
Er worden 2 soorten in dit geslacht geplaatst:
- Otonycteris hemprichii Peters, 1859
- Otonycteris leucophaea (Severtzov, 1873)